# Lúcio Túrcio Aproniano Astério
Lúcio Túrcio Aproniano Astério (em latim: Lucius Turcius Apronianus signo Asterius) foi um oficial romano do século IV, ativo no reinado dos imperadores Constante I (r. 337–350), Constâncio II (r. 337–361), Juliano (r. 361–363), Joviano (r. 363–364), Valentiniano I (r. 364–375) e Valente (r. 364–378).

## Vida

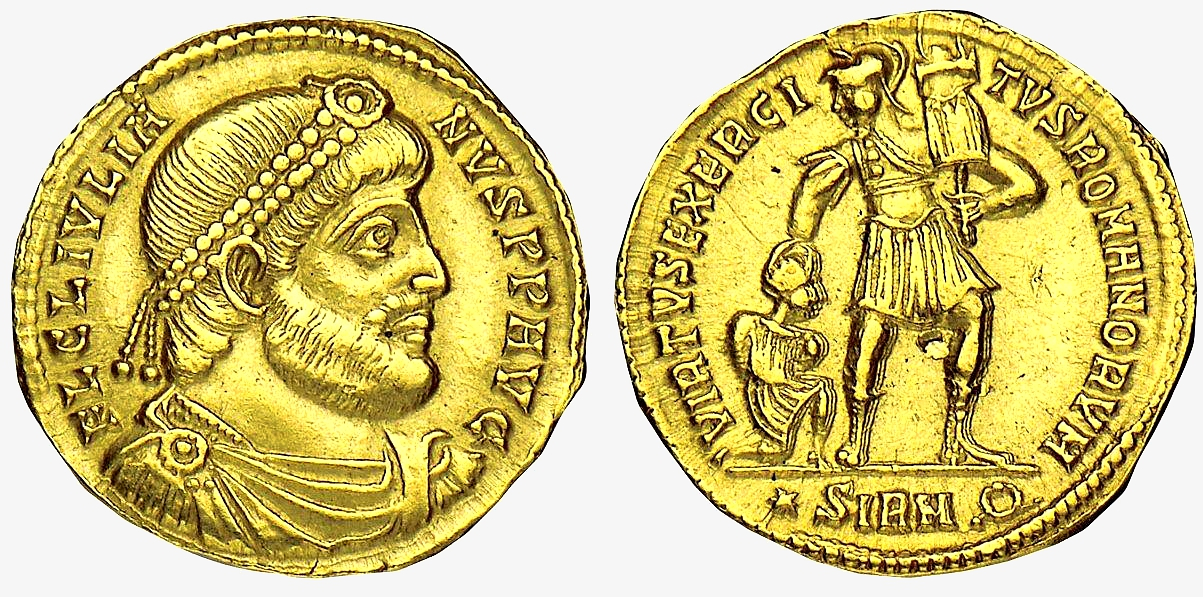
Soldo de r.

Era neto de Lúcio Túrcio Secundo, filho de Lúcio Túrcio Aproniano e irmão de Lúcio Túrcio Secundo Astério. Homem claríssimo, sua carreira inicial foi dada em uma de suas inscrições. Segundo ela, foi questor, pretor, quindecênviro dos fatos sagrados (todos ofícios cujo tempo que os exerceu é desconhecido) e corretor de Túscia e Úmbria em 342; suas de suas inscrições (3 e 4) foram feitas pelas ordens de Espolécio e Luca em 346. Entre 362 e 364 foi prefeito urbano de Roma. Adquire seu ofício ao participar, com Arádio Rufino, Otaviano e Venusto, numa embaixada do senado ao imperador Juliano em Antioquia; em seu retorno perdeu um olho. Em 19 de março de 363, o Templo de Apolo Palatino em Roma foi incendiado. Amiano Marcelino classificou-o com juiz íntegro e severo e em seu mandato distinguiu-se por sua severidade contra envenenadores e feiticeiros.